# Barbara Piegdoń-Adamczyk
Barbara Jolanta Piegdoń-Adamczyk (ur. 8 lutego 1962) – polska dziennikarka, kulturoznawczyni, długoletnia redaktor naczelna „Gazety Wyborczej” we Wrocławiu i Łodzi, wydawczyni kwartalnika „Książki. Magazyn do czytania”.

## Życiorys
Zaczynała pracę dziennikarską w dolnośląskiej prasie podziemnej. Związała się z „Gazetą Wyborczą” od momentu jej powstania. W latach 1993–2004 była redaktorem naczelnym i dyrektorem jej oddziału na Dolnym Śląsku. W latach 2004-2015 pracowała jako redaktor naczelna „Gazety Wyborczej” w Łodzi. W 2015 została wydawcą kwartalnika „Książki. Magazyn do czytania” oraz objęła odpowiedzialność za współpracę „Gazety Wyborczej” z wydawnictwem Agora i innymi spółkami wydawniczymi. 
Była redaktorem tygodnika „Region” i „Dziennika Dolnośląskiego” oraz współpracowała z polskim oddziałem BBC.
Jest pomysłodawczynią maturalnych polonezów w centrach polskich miast oraz inicjatorką działań lokalnych we Wrocławiu i Łodzi. 
W latach 2021 i 2022 była przewodniczącą kapituły Nagrody Literackiej im. Juliana Tuwima przyznawanej przez Dom Literatury w Łodzi, zasiadała w kapitule nagrody gospodarczej województwa łódzkiego, w 2019 r. rozpoczęła prowadzenie zajęć na Wydziale Dziennikarstwa, Informacji i Bibliologii Uniwersytetu Warszawskiego.

## Nagrody
- Ostre Pióro (2007)[13]

## Odznaczenia
- Krzyż Kawalerski Orderu Odrodzenia Polski (2014)[14]